# Jacob Heinrich Eberhard
Jacob Heinrich Eberhard (* 24. April 1775 in Dillenburg; † 15. April 1838 in Diez) war ein nassauischer Regierungsrat und Politiker.

## Leben

### Herkunft und Familie
Jacob Heinrich Eberhard wurde als Sohn des Justiz- und Konsistorialrats sowie nassau-oranischen Geheimrats Jacob Friedrich Eberhard (1722–1791) und dessen Frau Elisabeth Wilhelmine Henriette geborene Reinhard (1744–1816, Tochter von Johann Jacob Reinhard) geboren.
Seine Brüder Friedrich Ernst (1782–1835) und Christian (1787–1854)  waren ebenfalls Politiker. Zur besseren Unterscheidung  wurde er als „Eberhard d. Ä.“ bezeichnet, während Friedrich den Namen „Eberhard d. J.“ trug.

### Werdegang und Wirken
Nach dem Besuch der Lateinschule Dillenburg absolvierte er ein Studium der Mathematik und der historischen Hilfswissenschaften an der Universität Herborn.
Er wurde Offizier in einem niederländischen technischen Militärverband (Geniekorps).
Von 1802 an war er als Renteiverwalter in Weingarten und später als Kammerrat und Rentmeister in Fulda tätig.
1814 erhielt er die Ernennung zum nassau-diezischen Regierungsrat.
1816 wechselte er auf Bitte des holländischen Königs als preußischer Regierungsrat nach Koblenz.
Von 1825 bis 1832 hatte er ein Mandat in der Deputiertenkammer des Nassauischen Landtags, gewählt aus der Gruppe der Grundbesitzer des Wahlkreises Weilburg. Eberhard war Gutsbesitzer in Faulbach.
1832 wurde ihm das Mandat entzogen, denn er gehörte zu den 15 Abgeordneten (von 22 Deputierten), die aus Protest gegen den Pairsschub von 1831 im Rahmen des Nassauischen Domänenstreites den Landtag boykottierten.   Sein Nachfolger wurde Jacob Otto.